# سفين آركز
سفين آركز (باليابانية: 株式会社Seven Arcs، بالروماجي: Kabushiki-gaisha Sebun Ākusu) (بالإنجليزية: Seven Arcs)‏ هي شركة إنتاج يابانية استوديو رسوم متحركة سابق، تأسست في 31 مايو عام 2002 من قبل فريق إستديو بيرو. في عام 2012 تم تقسيم قسم الرسوم المتحركة من خلال تشكيل شركة فرعية اسمها سفين آركز بكتشير. منذ ذلك الحين ، عملت سفين آركز في تخطيط الرسوم المتحركة وإدارة التراخيص.  في 26 ديسمبر عام 2017 تم الاستحواذ على الشركة بواسطة طوكيو برودكاستنغ سيستم. في 1 أكتوبر 2019 تم دمج سفين آركز وسفين آركز بكتشير و أركتوروس، وأصبحت سفين آركز هي الشركة المنفردة.

## أعمال الاستوديو

### مسلسلات أنمي تلفزيونية
- آرتي (2020)

### أعمال سفين آركز بكتشير
- باسيليسك: أوكا مخطوطات النينجا (2018)

## وصلات خارجية
- الموقع الرسمي باللغة اليابانية
- سفين آركز على موقع IMDb (الإنجليزية)
- سفين آركز على موقع ANN company (الإنجليزية)